# Liste der Biografien/Broe
Liste der Biografien |
Portal Biografien |
Personensuche
# |
A |
B |
C |
D |
E |
F |
G |
H |
I |
J |
K |
L |
M |
N |
O |
P |
Q |
R |
S |
T |
U |
V |
W |
X |
Y |
Z |
?
 
Ba |
Be |
Bd |
Bg |
Bh |
Bi |
Bj |
Bl |
Bm |
Bn |
Bo |
Br |
Bs |
Bu |
Bw |
By |
Bz
 
Bra |
Brc |
Brd |
Bre |
Brg |
Bri |
Brj |
Brk |
Brl |
Brn |
Bro |
Brp–Brt |
Bru |
Brv |
Bry |
Brz
 
Broa |
Brob |
Broc |
Brod |
Broe |
Brof |
Brog |
Broh |
Broi |
Broj |
Brok |
Brol |
Brom |
Bron |
Broo |
Brop |
Broq |
Bror |
Bros |
Brot |
Brou |
Brov |
Brow |
Brox |
Broy |
Broz
Die Liste der Biografien führt alle Personen auf, die in der deutschsprachigen Wikipedia einen Artikel haben. Dieses ist eine Teilliste mit 96 Einträgen von Personen, deren Namen mit den Buchstaben „Broe“ beginnt.

## Broe
- Broe, Ellen (1900–1994), dänische Krankenschwester, Direktorin des ICN und Pflegewissenschaftlerin

### Broeb
- Broebes, Jean Baptiste, französischer Architekt und Kupferstecher

### Broec
- Broeck, Crispin van den (1523–1591), flämischer Maler, Kupferstecher und Architekt
- Broeck, Hendrick van den (1519–1597), flämischer Maler und Kupferstecher
- Broeck, Naomi Van Den (* 1996), belgische Sprinterin
- Broeck, Rob van den (1940–2012), niederländischer Jazzpianist und Maler
- Broeck, Willem van den (1530–1580), flämischer Bildhauer der Renaissance
- Broecke, Abraham Johannes de Smit van den (1801–1875), niederländischer Politiker und Vizeadmiral
- Broecke, Dries van den (* 1995), belgischer Skirennläufer
- Broecke, Pieter van den (1585–1640), holländischer Militär und Kaufmann
- Broeckel, Georg (1748–1788), deutscher Rechtslehrer
- Broecker, Albrecht Friedrich von († 1755), preußischer Landrat
- Broecker, Anne (1893–1983), deutsche Dozentin, Schulleiterin und Wohlfahrtspflegerin
- Broecker, Arthur von (1846–1915), deutscher Theologe
- Broecker, Erdmann Gustav von (1784–1854), deutsch-baltischer Rechtswissenschaftler
- Broecker, George Friedrich von (1727–1791), preußischer Jurist, zeitweise Präsident des Hofgerichts Köslin
- Broecker, Josh (* 1963), deutscher Regisseur und Drehbuchautor
- Broecker, Rudolf von (1817–1890), preußischer Generalleutnant
- Broecker, Wallace (1931–2019), US-amerikanischer Geochemiker und Klimaforscher
- Broeckhoven, Diane (* 1946), belgische Autorin
- Broeckhoven, Steven van (* 1985), belgischer Windsurfer
- Broecking, Christian (* 1957), deutscher Musikwissenschaftler und Publizist
- Broeckman-Klinkhamer, Adriënne (1876–1976), niederländische Malerin und Zeichnerin
- Broeckx, Jan (* 1961), belgischer Tänzer und Tanzlehrer
- Broeckx, Stig (* 1990), belgischer Radsportler

### Broed
- Broede, Friedrich (1890–1935), deutscher Kommunist
- Broedelet, Joekie (1903–1996), niederländische Schauspielerin
- Broedelet-Henkes, Hetty (1877–1966), niederländische Malerin
- Broeder, Christian Gottlieb (1745–1819), deutscher Theologe und Autor. Verfasser mehrerer Schulbücher für den Lateinunterricht
- Broederlam, Melchior, flämischer Maler der Gotik
- Broeders, Ben (* 1995), belgischer Stabhochspringer
- Broeders, Ilse (* 1977), niederländische Bobfahrerin
- Broedrich, Silvio (1870–1952), deutschbaltischer Siedlungspolitiker

### Broek
- Broek, Antonius van den (1870–1926), niederländischer Ökonometriker und Amateurphysiker
- Broek, Arnoldus Johannes Petrus van den (1877–1961), niederländischer Anatom
- Broek, Frank van den (* 2000), niederländischer RadrennfahrerFrank van den Broek (* 2000)

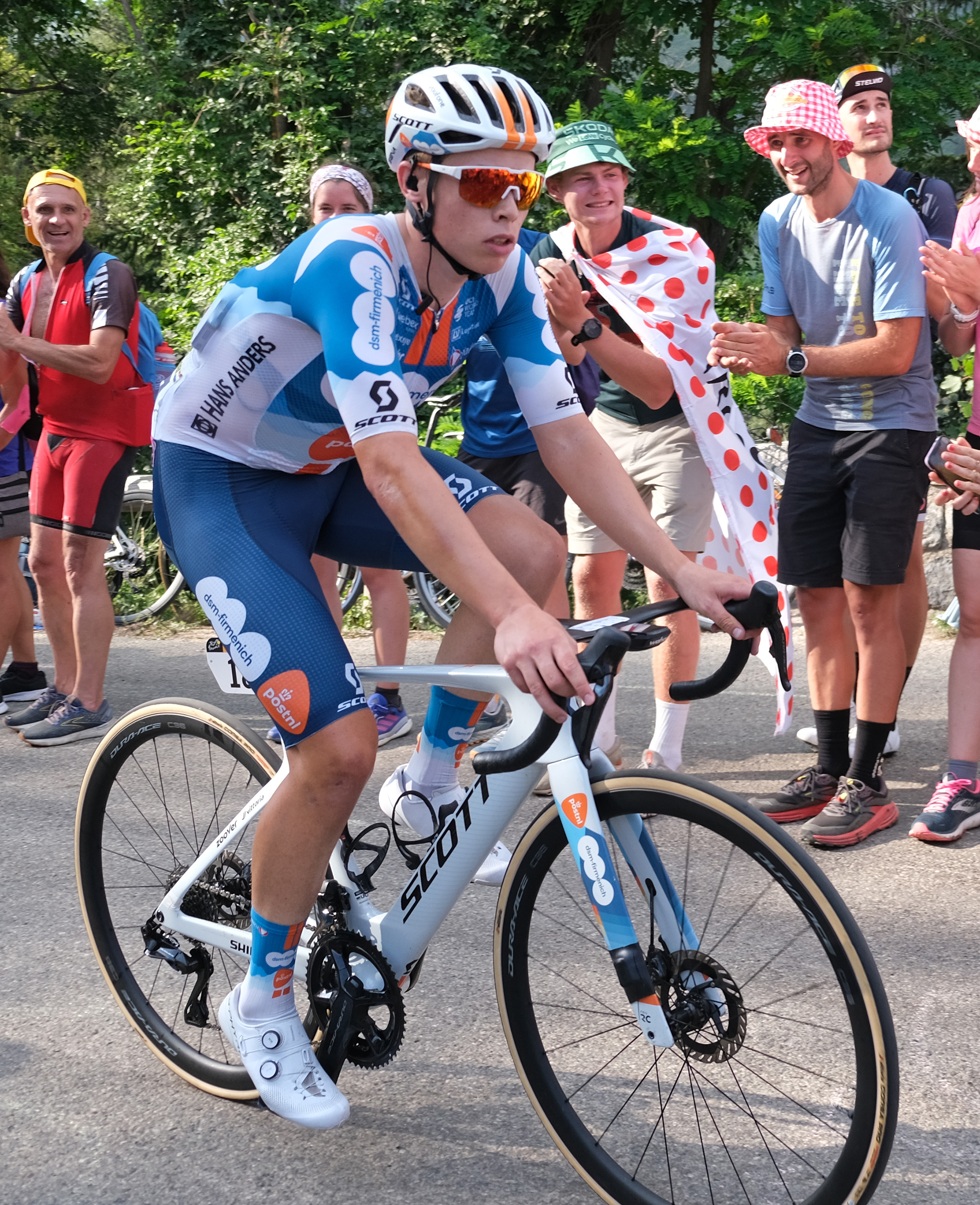
Frank van den Broek (* 2000)

- Broek, Hans van den (1936–2025), niederländischer Politiker (KVP, CDA)
- Broek, Isis Louise van den (* 2005), niederländische Tennisspielerin
- Broek, Johannes Hendrik van den (1898–1978), niederländischer Architekt
- Broek, Nina ten (* 2001), niederländische Wasserballspielerin
- Broeke, Karin van den (* 1963), niederländische evangelisch-reformierte Theologin und Politikerin (CDA)
- Broekel, Johanna Antonie (1819–1890), deutsche Schulgründerin und Romanautorin
- Broeker, Patrick (* 1950), Scientologe
- Broeker, Peter (1929–1980), kanadischer Autorennfahrer
- Broekhoff, Ryan (* 1990), australischer Basketballspieler
- Broekhuis, Jan (1901–1974), niederländischer Komponist
- Broekhuysen, Gerrit Jeronimo (1908–1975), niederländischer Zoologe
- Broekman, Adrianus (1724–1800), alt-katholischer Bischof von Haarlem
- Broekman, Cornelis (1927–1992), niederländischer Eisschnellläufer
- Broekman, Jan M. (* 1931), niederländischer Philosoph, Rechtswissenschaftler und Sozialwissenschaftler
- Broekmann, Wilhelm (1842–1916), deutscher Jurist und Politiker, MdR
- Broeksmit, Frederika (1875–1945), niederländische Malerin und Zeichnerin
- Broeksmit, William (1955–2014), US-amerikanischer Bankmanager der Deutschen Bank
- Broekstra, Laura (* 1997), deutsche Volleyballspielerin

### Broel
- Broel, Georg (1884–1940), deutscher Maler und Radierer
- Broel-Plater, Józef (1890–1941), polnischer Bobsportler
- Broel-Plater-Skassa, Maria (1913–2005), polnische Widerstandskämpferin, Opfer der Gasbrandversuche während der Zeit des Nationalsozialismus
- Broelmann, Jobst (* 1943), deutscher Ingenieur, Technikhistoriker und Museumskurator
- Broelsch, Christoph (1944–2019), deutscher Chirurg

### Broem
- Broemel, Max (1846–1925), deutscher Nationalökonom und Politiker (DFP, SFV), MdR
- Broemel, Roland (* 1980), deutscher Jurist
- Broemme, Albrecht (* 1953), deutscher Landesbranddirektor, Präsident der Bundesanstalt Technisches HilfswerkAlbrecht Broemme (* 1953)

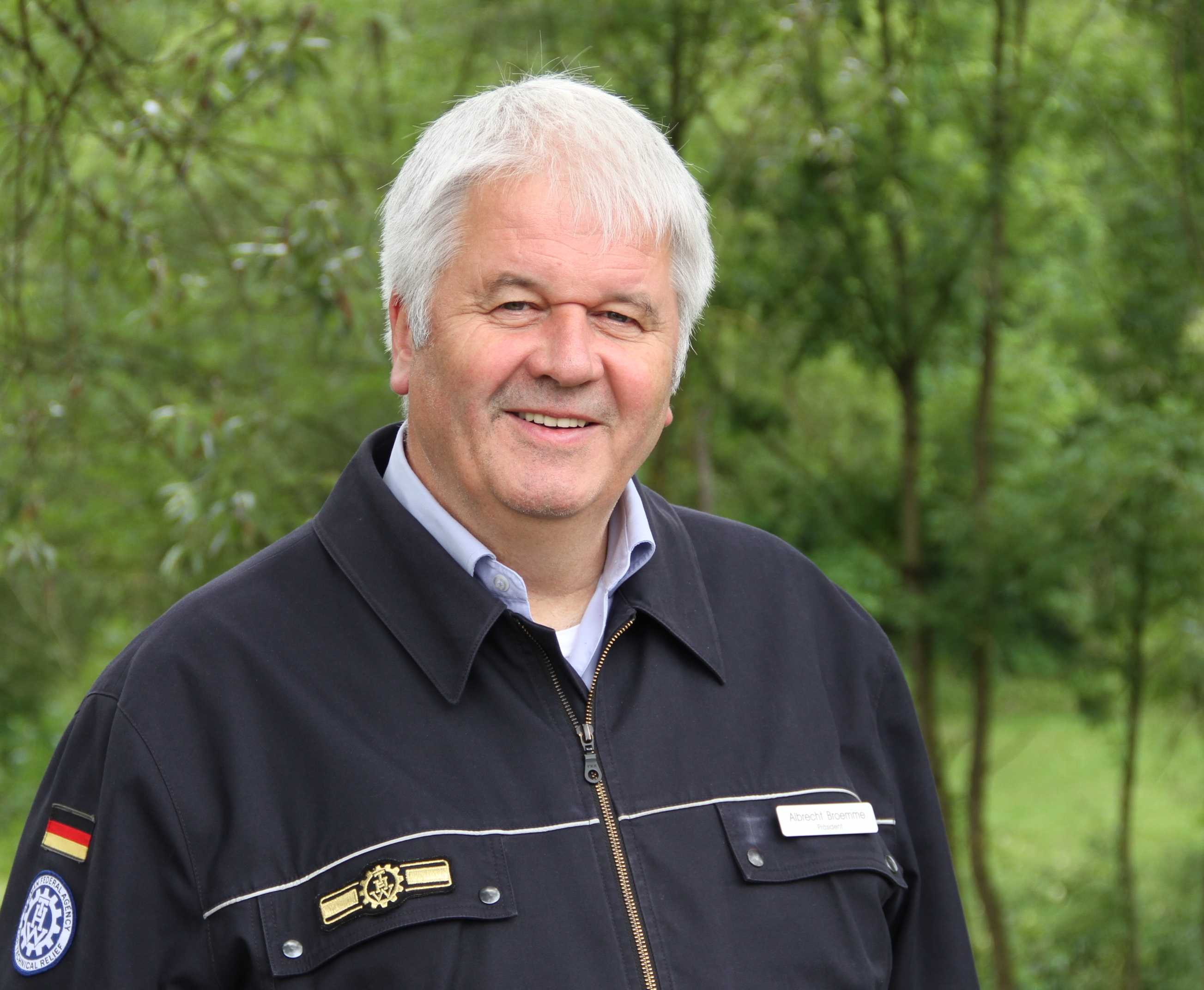
Albrecht Broemme (* 1953)

- Broemse, Dietrich von (1540–1600), Bürgermeister der Hansestadt Lübeck
- Broemse, Gotthard (1607–1673), Ratsherr der Hansestadt Lübeck
- Broemser, Ferdinand (1919–2001), deutscher Altphilologe
- Broemser, Philipp (1886–1940), deutscher Physiologe und Hochschullehrer

### Broen
- Broen Ouellette, Barb (* 1964), kanadische Volleyball- und Beachvolleyballspielerin
- Broen, Rikke (* 1972), dänische Badmintonspielerin
- Broening, Marius (* 1983), deutscher Sprinter und deutsch-schweizerischer Bobanschieber
- Broenink, Stef (* 1990), niederländischer Ruderer
- Broennenberg, Adolph (1801–1884), deutscher Jurist, Stadt- und Landeshistoriker, Autor und Herausgeber

### Broer
- Bröer, Ernst (1809–1886), deutscher Organist und Musikant
- Broer, Hendrik (* 1950), niederländischer Mathematiker
- Broër, Hilde (1904–1987), deutsche Bildhauerin und Medailleurin
- Broer, Ingo (* 1943), deutscher römisch-katholischer Theologe und Exeget
- Bröer, Jan-Martin (* 1982), deutscher Ruderer
- Broerken, Egbert (* 1950), deutscher Bildhauer
- Broermann, Bernard große (1943–2024), deutscher Unternehmer und Stifter
- Broermann, Ernst (1894–1970), deutscher Erziehungswissenschaftler und Psychologe
- Broermann, Hermann (1908–1995), deutscher Maler
- Broermann, Johannes (1897–1984), deutscher Verleger
- Broermann, Karl (1878–1947), deutscher Autor
- Broers, Alec (* 1938), britischer Forscher im Bereich der Nanotechnologie
- Broers, Edmée (1876–1955), niederländische Malerin
- Broers, Filippo Tiago (1916–1990), niederländischer Ordensgeistlicher, römisch-katholischer Bischof von Caravelas
- Broers, Jacobus Cornelis (1795–1847), niederländischer Mediziner
- Broerse, Joost (* 1979), niederländischer Fußballspieler
- Broersen, Nadine (* 1990), niederländische Leichtathletin
- Broertjes, Pieter (* 1952), niederländischer Journalist, Chefredakteur der Tageszeitung de Volkskrant

### Broes
- Broes, Broërius (1757–1799), niederländischer reformierter Theologe
- Broese Gunningh, Francina († 1824), niederländische Frau, die als Mann verkleidet als Soldat diente
- Broesel, Wilhelm (* 1840), deutscher Schriftsteller
- Broesigke, Heino von (1525–1609), deutscher Beamter, Militär, Kunstmäzen und Besitzer des Ritterguts Ketzür
- Broesigke, Karl Hans Rudolf von (1809–1877), königlich preußischer Generalmajor und zuletzt Kommandeur des 70. Infanterie-Regiments
- Broesigke, Karl von (1790–1852), preußischer Generalmajor
- Broesigke, Tassilo (1919–2003), österreichischer Politiker (FPÖ), Landtagsabgeordneter, Rechnungshofspräsident (1980–1992), Abgeordneter zum Nationalrat